# سفیدگون آبی
سفیدگون آبی (نام علمی: Micromesistius poutassou) نام یک گونه از سرده سفیدگون‌های آبی است.